# Můj pes Killer
Můj pes Killer je film Miry Fornayové z roku 2013. Film vypráví o osmnáctiletém skinheadovi z česko-slovenského pomezí a jeho vztahu k otci alkoholikovi. Mladík nemá matku, která před lety zmizela, a citové pouto má jen ke svému psovi.
V českých kinech jej v roce 2013 vidělo 5 612 diváků.

## Obsazení
| Adam Mihál        | Marek            |
| Irena Bendová     | Markova matka    |
| Marián Kuruc      | Markův otec      |
| Libor Filo        | Lukášek          |
| Alžbeta Šopinsová | stařenka         |
| Pavol Dynka       | strýko           |
| Stanislav Vojt    | bratranec Jude   |
| Jozef Hrnčirík    | Mobidyk          |
| Mária Fornayová   | sousedka Juliška |
| Patrik Czanik     | Markův kamarád   |
| Ján Jankov        | Markův kamarád   |
| Lukáš Závodský    | Markův kamarád   |
| Ladislav Dirda    | otec Lukáška     |
| Emilia Dirdová    | babička Lukáška  |

## Ocenění
Film byl oceněn na filmovém festivalu v Rotterdamu a získal Zlatého ledňáčka na festivalu Finále v Plzni. Dostal se také mezi 20 filmů, které se budou ucházet o užší nominace na Evropské filmové ceny.
Film byl vyslán za Slovensko na Oscara v kategorii nejlepší cizojazyčný film.
Film získal tři ceny Slnko v sieti – za nejlepší hraný film, nejlepší režii a scénář.

## Recenze
- František Fuka, FFFilm 7. dubna 2013
- Mirka Spáčilová, iDNES.cz 8. dubna 2013
- Michal Šobr, Česká televize 12. dubna 2013  Archivováno 14. 4. 2013 na Wayback Machine.